# Campeonato Mundial de Atletismo em Pista Coberta de 2016 - Salto em altura masculino
A prova do salto em altura masculino do Campeonato Mundial de Atletismo em Pista Coberta de 2016 ocorreu dia  19 de março em Portland, nos Estados Unidos.

## Recordes
Antes desta competição, os recordes mundiais e do campeonato nesta prova eram os seguintes:
|    | Nome             | Nacionalidade | Altura  | Local              | Data               |
| -- | ---------------- | ------------- | ------- | ------------------ | ------------------ |
| WR | Javier Sotomayor | Cuba          | 2m 43cm | Budapeste, Hungria | 4 de março de 1989 |
| CR | Javier Sotomayor | Cuba          | 2m 43cm | Budapeste, Hungria | 4 de março de 1989 |

## Medalhistas
| Ouro                    | Prata                | Bronze            |
| Gianmarco Tamberi (ITA) | Robert Grabarz (GBR) | Erik Kynard (USA) |

## Resultados
A prova ocorreu dia 19 de março. 
| Colocação         | Nome                 | Nacionalidade  | 2.20 | 2.25 | 2.29 | 2.33 | 2.36 | 2.40 | Resultados | Notas |
| ----------------- | -------------------- | -------------- | ---- | ---- | ---- | ---- | ---- | ---- | ---------- | ----- |
| Medalha de ouro   | Gianmarco Tamberi    | Itália         | xo   | o    | xxo  | xxo  | o    | xxx  | 2.36       |       |
| Medalha de prata  | Robert Grabarz       | Reino Unido    | xo   | o    | xo   | o    | xxx  |      | 2.33       | SB    |
| Medalha de bronze | Erik Kynard          | Estados Unidos | o    | o    | o    | xo   | xxx  |      | 2.33       | SB    |
| 4                 | Mutaz Essa Barshim   | Catar          | o    | o    | o    | xx–  | x    |      | 2.29       |       |
| 5                 | Konstadinos Baniotis | Grécia         | o    | o    | xo   | xxx  |      |      | 2.29       |       |
| 6                 | Zhang Guowei         | China          | o    | xo   | xo   | xxx  |      |      | 2.29       |       |
| 7                 | Andriy Protsenko     | Ucrânia        | o    | xxo  | xo   | xxx  |      |      | 2.29       |       |
| 8                 | Chris Baker          | Reino Unido    | xo   | o    | xxo  | xxx  |      |      | 2.29       |       |
| 9                 | Marco Fassinotti     | Itália         | xo   | xo   | xxx  |      |      |      | 2.25       |       |
| 10                | Donald Thomas        | Bahamas        | o    | xxo  | xxx  |      |      |      | 2.25       |       |
| 11                | Jamal Wilson         | Bahamas        | o    | xxx  |      |      |      |      | 2.20       |       |
| 12                | Ricky Robertson      | Estados Unidos | xxo  | xxx  |      |      |      |      | 2.20       | SB    |

Legenda
| Recorde mundial       | Recorde mundial (World record)               |                       | Recorde africano                      | Recorde africano (African) |                                           | Q | Classificado por posição (Qualified) |
| Recorde do campeonato | Recorde do campeonato (Championship record)  | Recorde da América    | Recorde da América (Americas)         | q                          | Classificado por melhor tempo (Qualified) |   |                                      |
| Melhor marca do ano   | Melhor marca do ano (World leading)          | Recorde asiático      | Recorde asiático (Asian)              | DNS                        | Não largou (Did not start)                |   |                                      |
| Recorde nacional      | Recorde nacional (National record)           | Recorde europeu       | Recorde europeu (European)            | DNF                        | Não terminou (Did not finish)             |   |                                      |
| Recorde pessoal       | Recorde pessoal do atleta (Personal best)    | Recorde da Oceania    | Recorde da Oceania (Oceania)          | DSQ / DQ                   | Desclassificado (Disqualified)            |   |                                      |
| Recorde da temporada  | Recorde da temporada do atleta (Season best) | Recorde sul-americano | Recorde sul-americano (South America) | NM                         | Sem marca (No mark)                       |   |                                      |